# Knud Neye
Knud Neye (16. juni 1885 i København – 11. februar 1945 i Gentofte) var en dansk fabrikant og kunstsamler. Han efterfulgte sin fader Johannes Neye som direktør for Neye Lædervarer.

## Karriere
Neye blev i 1902 ansat i faderen Johannes Neyes virksomhed, der dengang bestod af 7 butikker og en lædervarefabrik. Da faderen døde i 1926 overtog Knud Neye driften af virksomheden, der løbende blev udvidet. Da Knud Neye døde af kræft i 1945 fortsatte hans hustru, Agathe Neye, driften. Neye Fonden blev senere oprettet for at sikre den fortsatte drift af virksomheden.

## Kunstsamling
Knud Neye var ejer af en større kunstsamling. I bind et af trebindsværket Kunst i Privat Eje (1944) ftlder omtalen af samlingen 30 sider og omfatter 71 illustrationer. Afsnittet er skrevet af Kai Grunth fra Winkel & Magnussen. Samlingen omfattede blandt andet   Vilhelm Hammershøis maleri Stue. Sortklædt kvinde med ryggen til beskueren (1900). Parrets kunstsamling blev overtaget af fonden, der støtter forskningen i sygdomme, særligt kræft.

## Privatliv
Knud Neye er begravet på Gentofte Kirkegård. 